# Malin (Oregon)
Malin az Amerikai Egyesült Államok északnyugati részén, Oregon állam Klamath megyéjében, a kaliforniai határ közelében Merrilltől keletre, Tulelake-től pedig északnyugatra helyezkedik el. A 2010. évi népszámláláskor 805 lakosa volt. A város területe 1,29 km², melynek 100%-a szárazföld.
A településtől délre, a kaliforniai oldalon található a Lava Beds National Monument. Közúton a helység Klamath Fallstól 48, Portlandtől pedig 497 km-re északkeletre helyezkedik el.

## Történet
Lewis A. McArthur gyűjtése alapján a helységet 1909. szeptember 30-án alapította 65 cseh család, akik a korábbi Tule-tó kiszáradt medrében telepedtek le; a Malin nevet azonos nevű, ma Kutná Hora részét képező szülővárosuk tiszteletére választották. Az újonnan érkezők tormatermesztésből éltek. McArthur megemlíti az 1925-ben a település környékén talált leleteket is.
Az eredeti farmok némelyikét a családok leszármazottjai ma is karbantartják.

## Éghajlat
A város éghajlata a Köppen-skála szerint meleg nyári mediterrán (Csb-vel jelölve). A legcsapadékosabba november–január időszak és március-, a legszárazabb pedig július hónap. A legmelegebb hónap július, a leghidegebb pedig január.
| Hónap                                   | Jan.  | Feb.  | Már.  | Ápr.  | Máj. | Jún. | Júl. | Aug. | Szep. | Okt.  | Nov.  | Dec.  | Év    |
| --------------------------------------- | ----- | ----- | ----- | ----- | ---- | ---- | ---- | ---- | ----- | ----- | ----- | ----- | ----- |
| Rekord max. hőmérséklet (°C)            | 18,0  | 24,0  | 24,0  | 28,0  | 34,0 | 36,0 | 39,0 | 39,0 | 37,0  | 31,0  | 23,0  | 17,0  | 39,0  |
| Átlagos max. hőmérséklet (°C)           | 4,8   | 7,3   | 9,5   | 13,4  | 18,9 | 23,6 | 28,3 | 27,8 | 23,6  | 17,1  | 8,0   | 4,5   | 15,6  |
| Átlaghőmérséklet (°C)                   | −1,4  | 1,8   | 3,5   | 6,4   | 11,0 | 15,0 | 18,8 | 18,3 | 14,5  | 9,4   | 2,7   | −0,6  | 8,3   |
| Átlagos min. hőmérséklet (°C)           | −6,0  | −3,7  | −2,6  | −0,7  | 3,0  | 6,4  | 9,3  | 8,8  | 5,4   | 1,6   | −2,7  | −5,6  | 1,1   |
| Rekord min. hőmérséklet (°C)            | −21,0 | −28,0 | −21,0 | −13,0 | −8,0 | −4,0 | −2,0 | −2,0 | −5,0  | −14,0 | −19,0 | −29,0 | −29,0 |
| Átl. csapadékmennyiség (mm)             | 36    | 28    | 40    | 27    | 30   | 21   | 8    | 13   | 16    | 25    | 37    | 36    | 317   |
| Forrás: Western Regional Climate Center |       |       |       |       |      |      |      |      |       |       |       |       |       |

## Népesség

### 2010
A 2010-es népszámláláskor a városnak 805 lakója, 255 háztartása és 194 családja volt. A népsűrűség 624 fő/km2. A lakóegységek száma 278, sűrűségük 215,5 db/km2. A lakosok 70,6%-a fehér,  1,1%-a indián,   25,7%-a egyéb, 2,6%-a pedig kettő vagy több etnikumú. A spanyol vagy latino származásúak aránya 57,8% (55,9% mexikói,  0,1% kubai, 1,7% egyéb spanyol vagy latino származású.)
A háztartások 49,4%-ában élt 18 évnél fiatalabb. 57,6% házas, 11,8% egyedülálló nő, 6,7% egyedülálló férfi, 23,9% pedig nem család. 19,2% egyedül élt; 8,6%-uk 65 éves vagy idősebb. Egy háztartásban átlagosan 3,16 személy élt; a családok átlagmérete 3,66 fő.
A medián életkor 29,1 év volt. A város lakóinak 33,3%-a 18 évesnél fiatalabb, 12,3% 18 és 24 év közötti, 24,6%-uk 25 és 44 év közötti, 19,1%-uk 45 és 64 év közötti, 10,7%-uk pedig 65 éves vagy idősebb. A lakosok 52,5%-a férfi, 47,5%-a pedig nő.

### 2000
A 2000-es népszámláláskor  a városnak 638 lakója, 200 háztartása és 155 családja volt. A népsűrűség 494,6 fő/km2. A lakóegységek száma 217, sűrűségük 168,2 db/km2. A lakosok 63,32%-a fehér, 0,63%-a afroamerikai, 2,19%-a indián,  0,63%-a a Csendes-óceáni szigetekről származik, 31,03%-a egyéb-, 2%-a pedig kettő vagy több etnikumú. A spanyol vagy latino származásúak aránya 54% (50,2% mexikói,  3,6% kubai, 6,3% pedig egyéb spanyol/latino származású.)
A háztartások 48,5%-ában élt 18 évnél fiatalabb. 58,5% házas, 10,5% egyedülálló nő; 22,5% pedig nem család. 20% egyedül élt; 10%-uk 65 éves vagy idősebb. Egy háztartásban átlagosan 3,19 személy élt; a családok átlagmérete 3,61 fő.
A város lakóinak 36,4%-a 18 évesnél fiatalabb, 9,9% 18 és 24 év közötti, 27,4%-uk 25 és 44 év közötti, 16,5%-uk 45 és 64 év közötti, 9,9%-uk pedig 65 éves vagy idősebb. A medián életkor 28 év volt. Minden 100 nőre 109,2 férfi jut; a 18 évnél idősebb nőknél ez az arány 106,1.
A háztartások medián bevétele 29 750 amerikai dollár, ez az érték családoknál $30 000. A férfiak medián keresete $26 875, míg a nőké $21 591. A város egy főre jutó bevétele (PCI) $10 258. A családok 19,4%-a, a teljes népesség 26,7%-a élt létminimum alatt; a 18 év alattiaknál ez a szám 38,1%, a 65 évnél idősebbeknél pedig %.

## Gazdaság és infrastruktúra
A 2002-es adatok alapján a legnagyobb foglalkoztatók a Circle C burgonyatermesztő, a Baley Troutman farm és a Cy’s Market vegyeskereskedés.
A településen található a villamosenergia-hálózat 66-os számú észak–dél irányú szakaszának északi alállomása, melynek tulajdonosai a Pacific Gas and Electric Company, a PacifiCorp és a Bonneville Power Administration.
Malin környékén számos gázvezeték található; ilyenek az Alberta, Nevada és Wyoming felé haladó elemek, illetve jelenleg egy negyediket is terveznek, amely a Coos Bay-i kikötőben épülő LNG-töltőállomáshoz fog földgázt szállítani.
A helységtől 1,6 km-re délkeletre fekszik a Malini repülőtér.

## Fordítás
Ez a szócikk részben vagy egészben  a   Malin, Oregon című angol Wikipédia-szócikk ezen változatának fordításán alapul.  Az eredeti cikk szerkesztőit annak laptörténete sorolja fel. Ez a jelzés csupán a megfogalmazás eredetét és a szerzői jogokat jelzi, nem szolgál a cikkben szereplő információk forrásmegjelöléseként.